# Oberrüsselbach
Oberrüsselbach ist ein Gemeindeteil des Marktes Igensdorf im Landkreis Forchheim (Oberfranken, Bayern).

## Geografie
Das im Nordwesten der Gräfenberger Flächenalb gelegene Dorf liegt etwa dreieinhalb Kilometer ostsüdöstlich des Ortszentrums von Igensdorf auf einer Höhe von 472 m ü. NHN.

## Geschichte

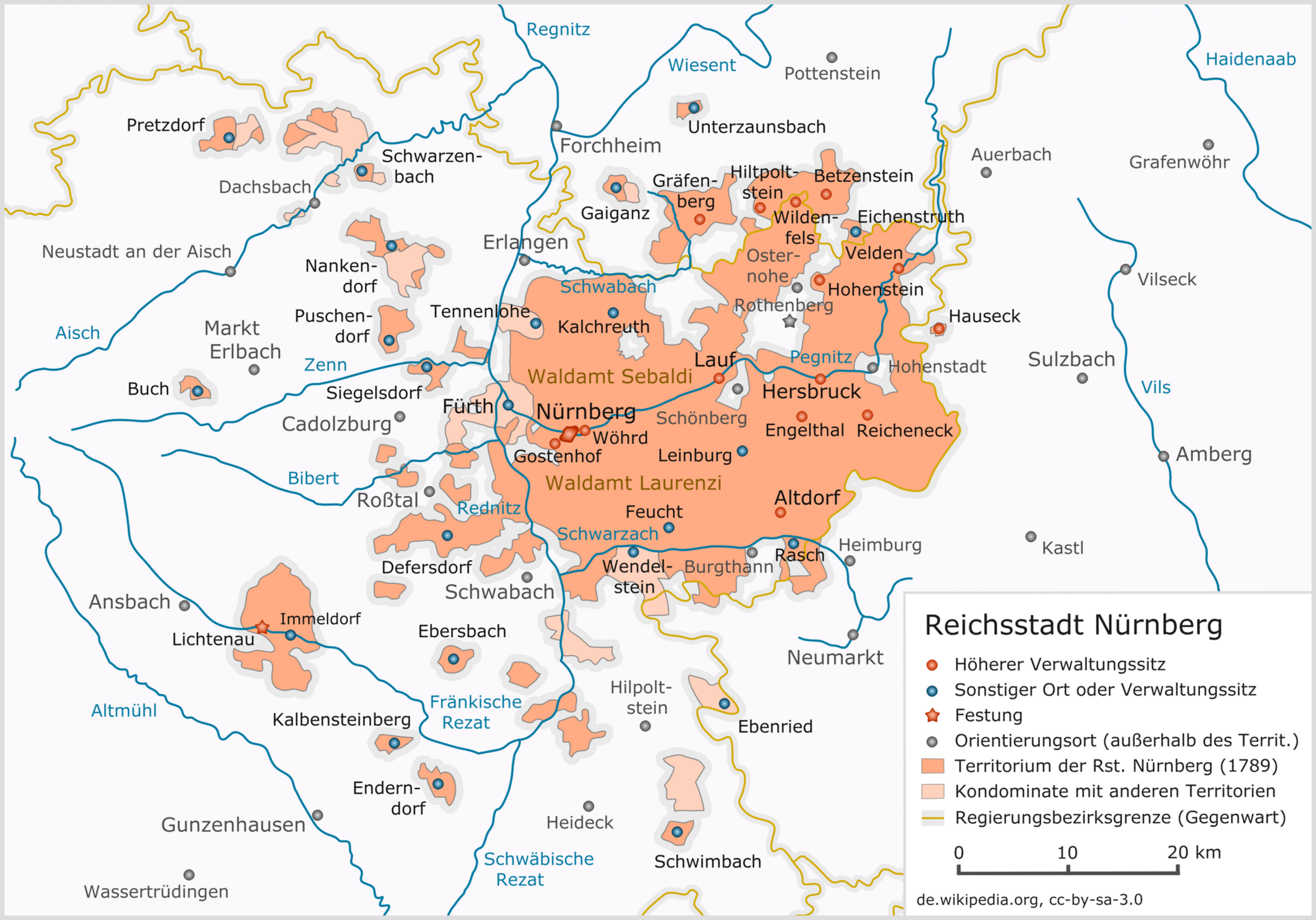
Das Landgebiet der Reichsstadt Nürnberg

Bis zum Beginn des 16. Jahrhunderts hatte der Ort wechselnde Eigentümer (vgl. den Beitrag zu Rüsselbach), dann wurde es während des Landshuter Erbfolgekriegs wie zahlreiche andere kurpfälzische Orte von den Truppen der Reichsstadt Nürnberg besetzt. Obwohl der Landshuter Erbfolgekrieg zwar 1505 mit dem Kölner Frieden endete, setzten sich die militärischen Auseinandersetzungen der Reichsstadt mit der Kurpfalz noch jahrelang fort, oftmals in der Form von Kleinkriegen. Erst nach jahrelangen Verhandlungen kam schließlich im Dezember 1520 ein Vertrag zustande, in dem der Reichsstadt der weitaus größte Teil der von ihr gemachten Eroberungen überlassen wurde, darunter auch Oberrüsselbach. Die Wahrnehmung der Hochgerichtsbarkeit stand dabei dem nürnbergischen Pflegamt Hiltpoltstein in seiner Funktion als Fraischamt zu. In den folgenden drei Jahrhunderten blieben diese Verhältnisse unverändert bestehen, bis im Jahr 1790 Kurfürst Karl Theodor von Pfalz-Baiern ohne Rechtsgrundlage alle zwischen der Reichsstadt und der Pfalz bzw. Baiern abgeschlossenen Verträge und Abkommen aufkündigte. Dadurch wurde Oberrüsselbach der nürnbergischen Landeshoheit entzogen und es wurde bayerisch.
Durch die Verwaltungsreformen zu Beginn des 19. Jahrhunderts im Königreich Bayern wurde Oberrüsselbach mit dem Zweiten Gemeindeedikt im Jahr 1818 ein Gemeindeteil der Ruralgemeinde Rüsselbach.
Am 28. März 1961 ereignete sich bei Oberrüsselbach einer der schwersten Flugunfälle der deutschen Luftfahrtgeschichte mit 52 Opfern. Die Iljuschin Il-18-W des ČSA-Fluges 511 stürzte kurz nach 20:00 auf freiem Feld ab und brannte völlig aus. Nahe der Unglücksstelle wurde an einem Baum, der sogenannten Leichenlinde, eine Gedenktafel angebracht.
Im Zuge der Gebietsreform in Bayern wurde Oberrüsselbach am 1. Januar 1972 in den Markt Igensdorf eingegliedert.

## Verkehr
- Die von Kirchrüsselbach kommende Kreisstraße FO 31 durchquert den Ort und führt weiter zur Landkreisgrenze, von wo aus sie als Gemeindeverbindungsstraße über Freiröttenbach nach Großbellhofen weiterführt, wo sie in die Staatsstraße St 2236 einmündet.
- Vom ÖPNV wird Oberrüsselbach an einer Haltestelle der Buslinie 217 des VGN nicht mehr bedient. Die Linie 217 endet in Kirchrüsselbach. Der nächstgelegene Bahnhof ist der unmittelbar südlich von Weidenbühl gelegene Haltepunkt Rüsselbach der Gräfenbergbahn.
- Der Flugplatz Lauf-Lillinghof liegt ca. 300 südöstlich des historischen Ortskernes. Dessen Landebahn 07/25 sowie ein Teil der Rollwege überbaut auf das Gemeindegebiet von Oberrüsselbach.[16]